# Bódvalenke
Bódvalenke ist eine ungarische Gemeinde im Kreis Edelény im Komitat Borsod-Abaúj-Zemplén. Mehr als die Hälfte der Bewohner zählt zur Volksgruppe der Roma.

## Geografische Lage
Bódvalenke liegt in Nordungarn, 49 Kilometer nördlich des Komitatssitzes Miskolc, 28 Kilometer nordöstlich der Kreisstadt Edelény, am linken Ufer des Flusses Bódva und gut 4 Kilometer von der Grenze zur Slowakei entfernt. Nachbargemeinden sind Komjáti, Hidvégardó, Becskeháza und Tornaszentandrás.

## Geschichte
Im Jahr 1907 gab es in der damaligen Kleingemeinde 53 Häuser und 279 Einwohner auf einer Fläche von 1146 Katastraljochen. Sie gehörte zu dieser Zeit zum Bezirk Torna im Komitat Abaúj-Torna.

## Sehenswürdigkeiten
- Landhaus Lenkey (Lenkey-kúria)
- Reformierte Kirche, erbaut 1785–1786
- Reliefgedenktafel Felszabadulási emlékkönyvtár, erschaffen 1970 von Iván Szabó
- Römisch-katholische Kirche Szentlélek, erbaut 1908
- Wandgemälde von Roma-Künstlern

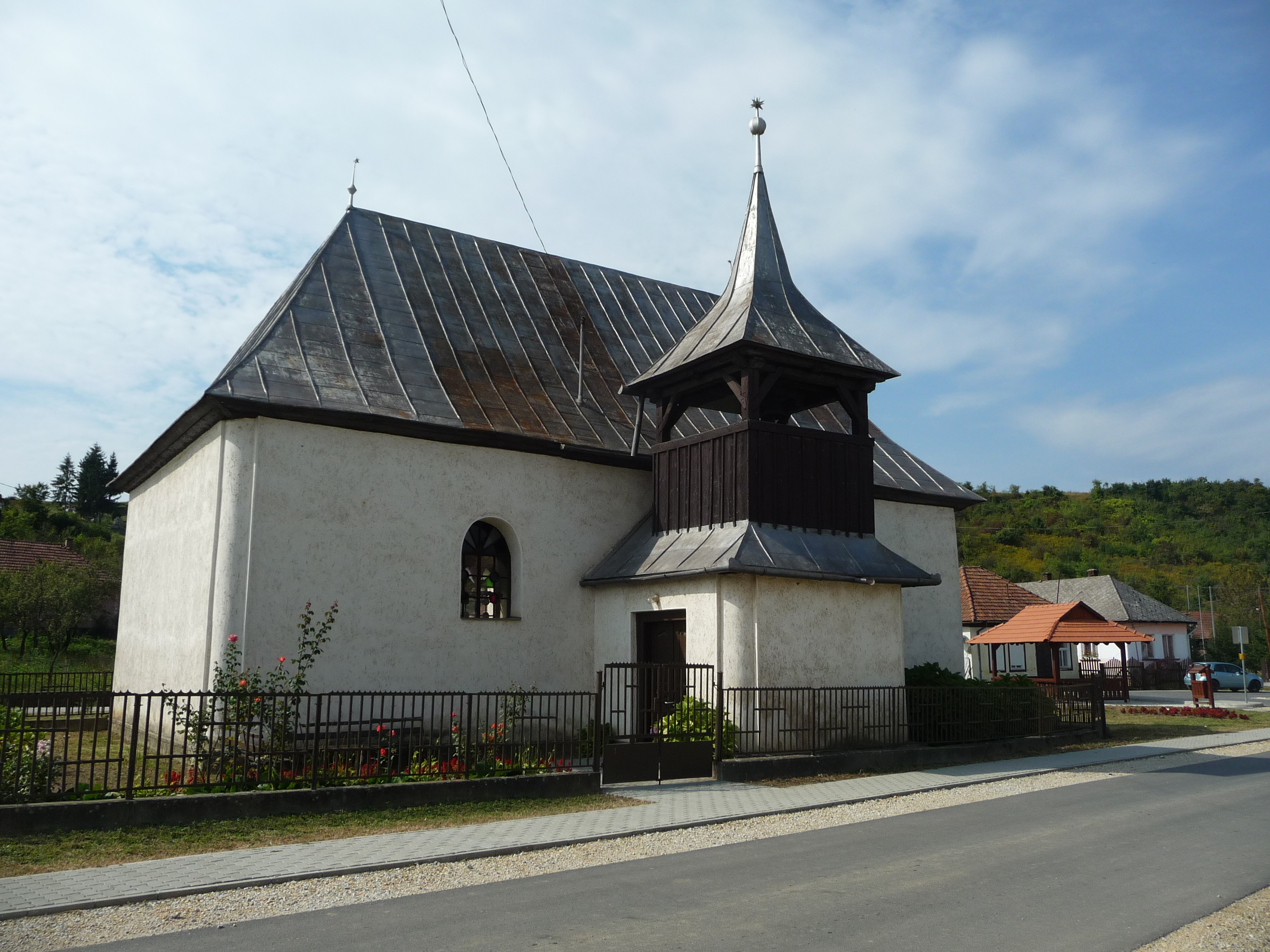
Reformierte Kirche
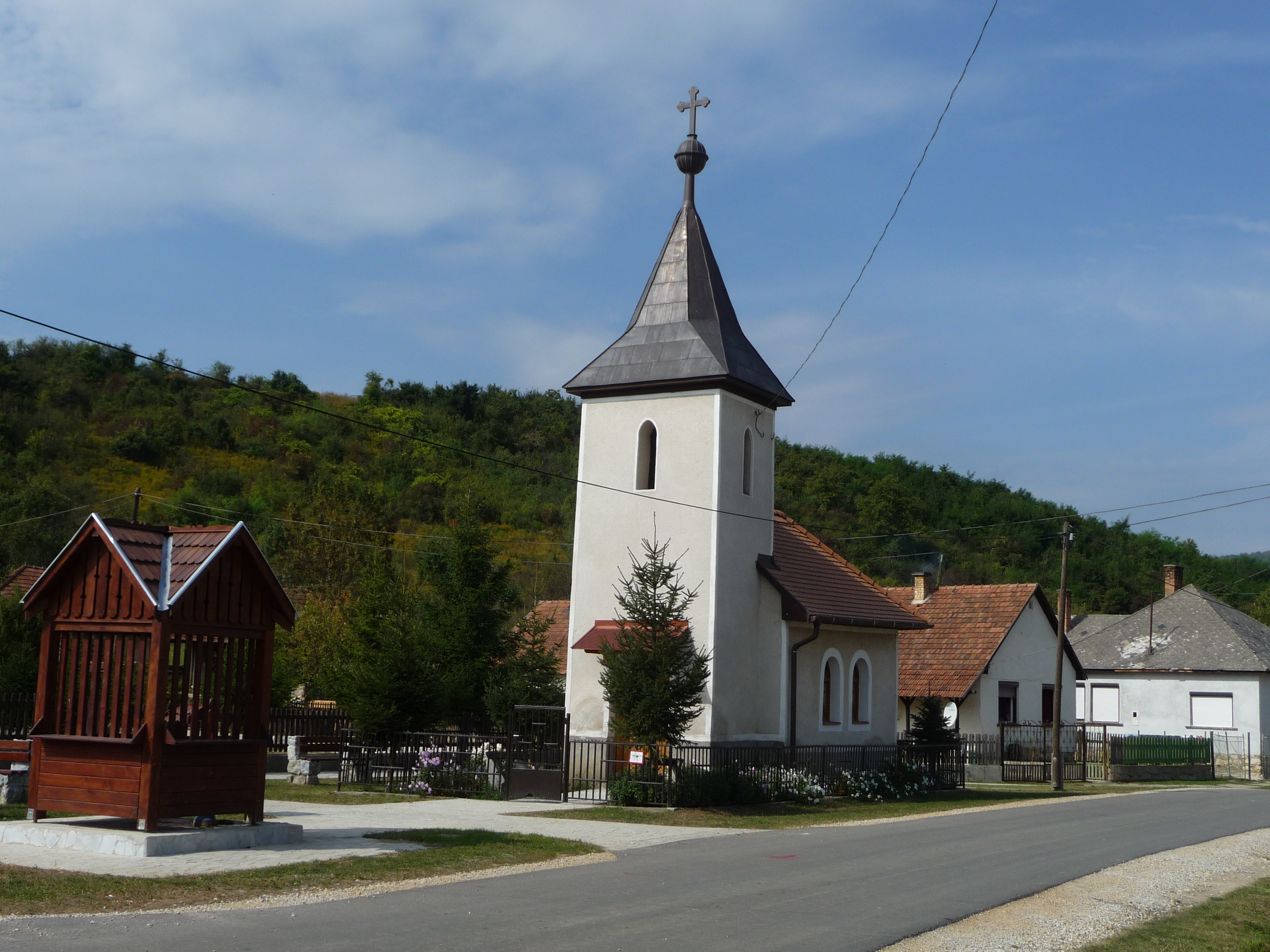
Römisch-katholische Kirche Szentlélek
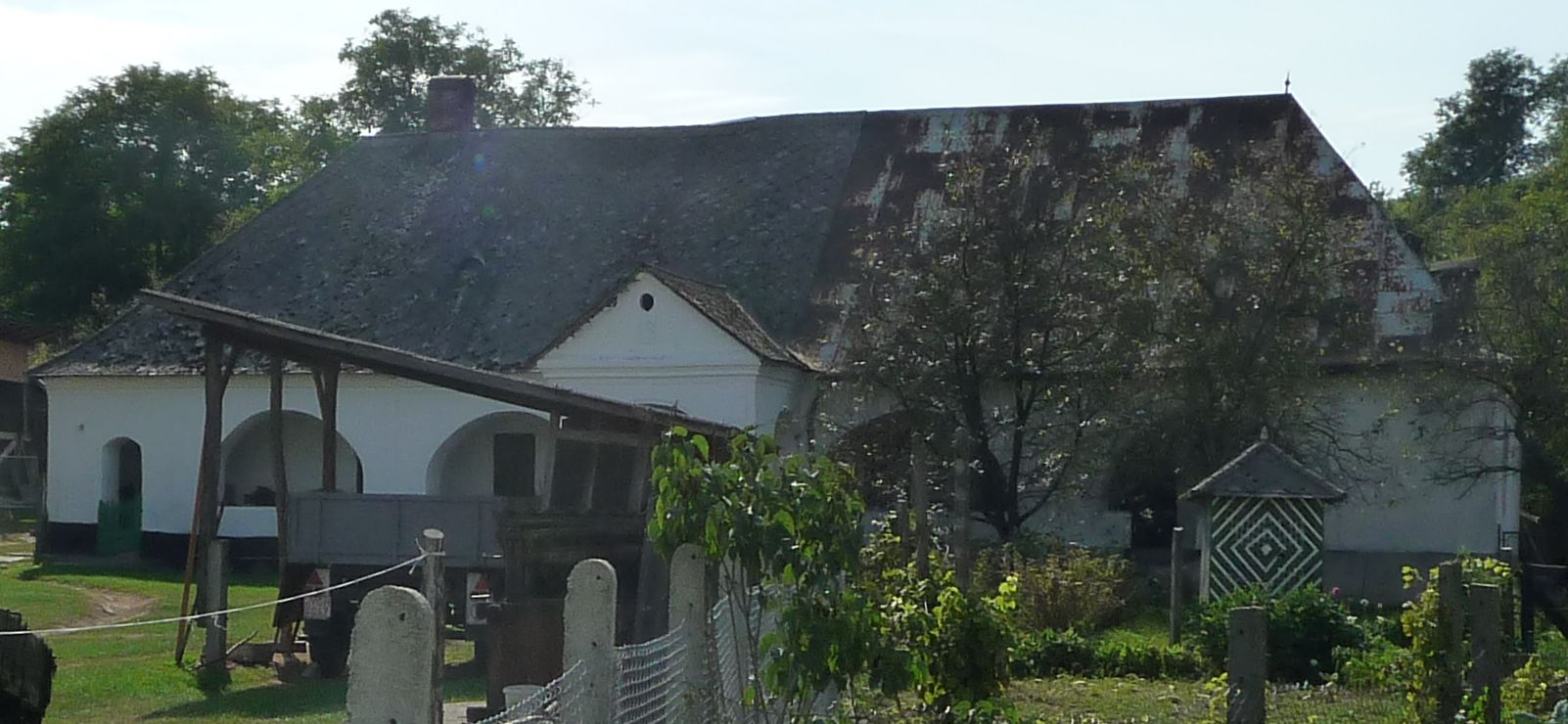
Landhaus Lenkey
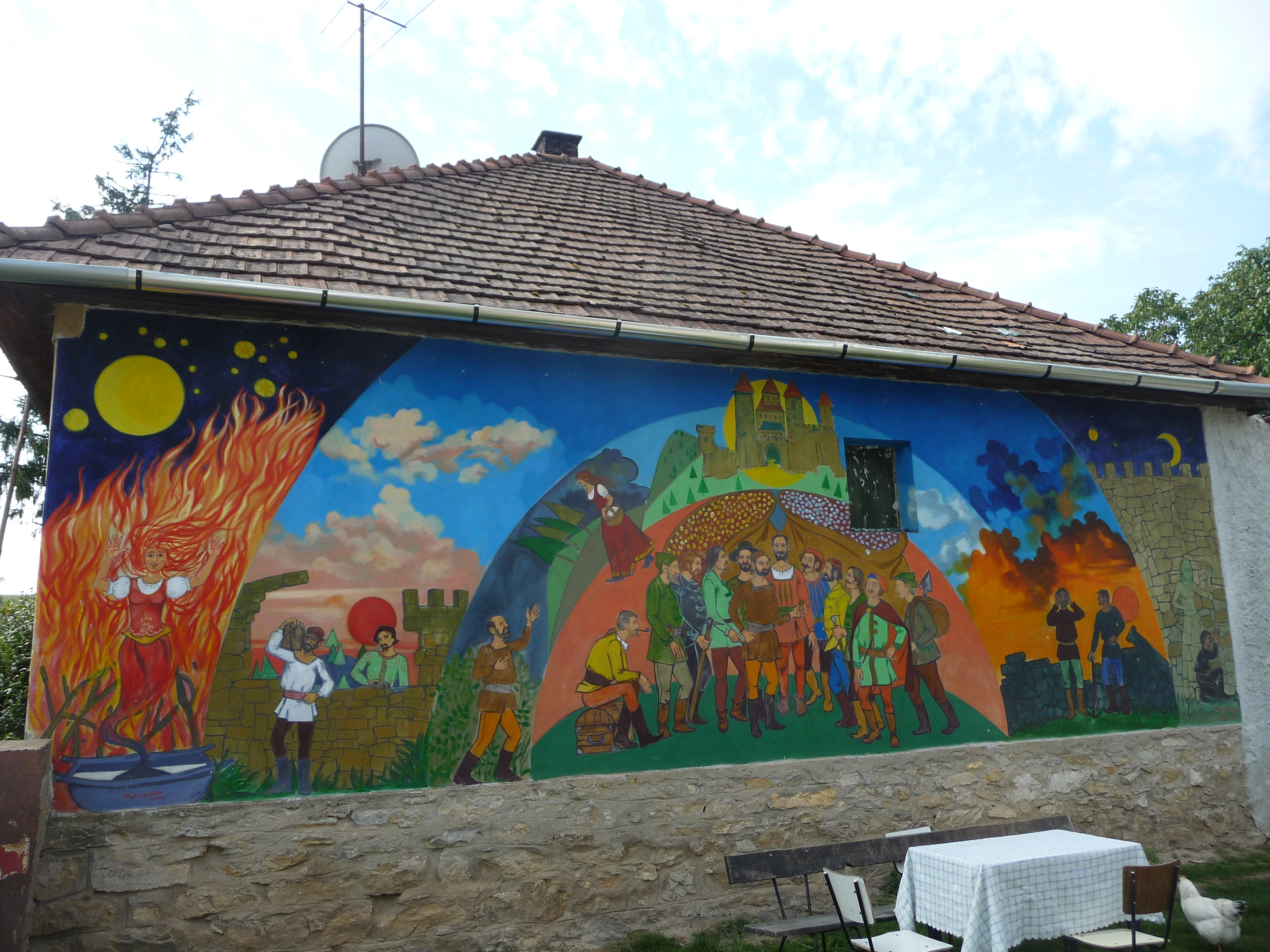
Wandgemälde Déva vára von József Ferkovics
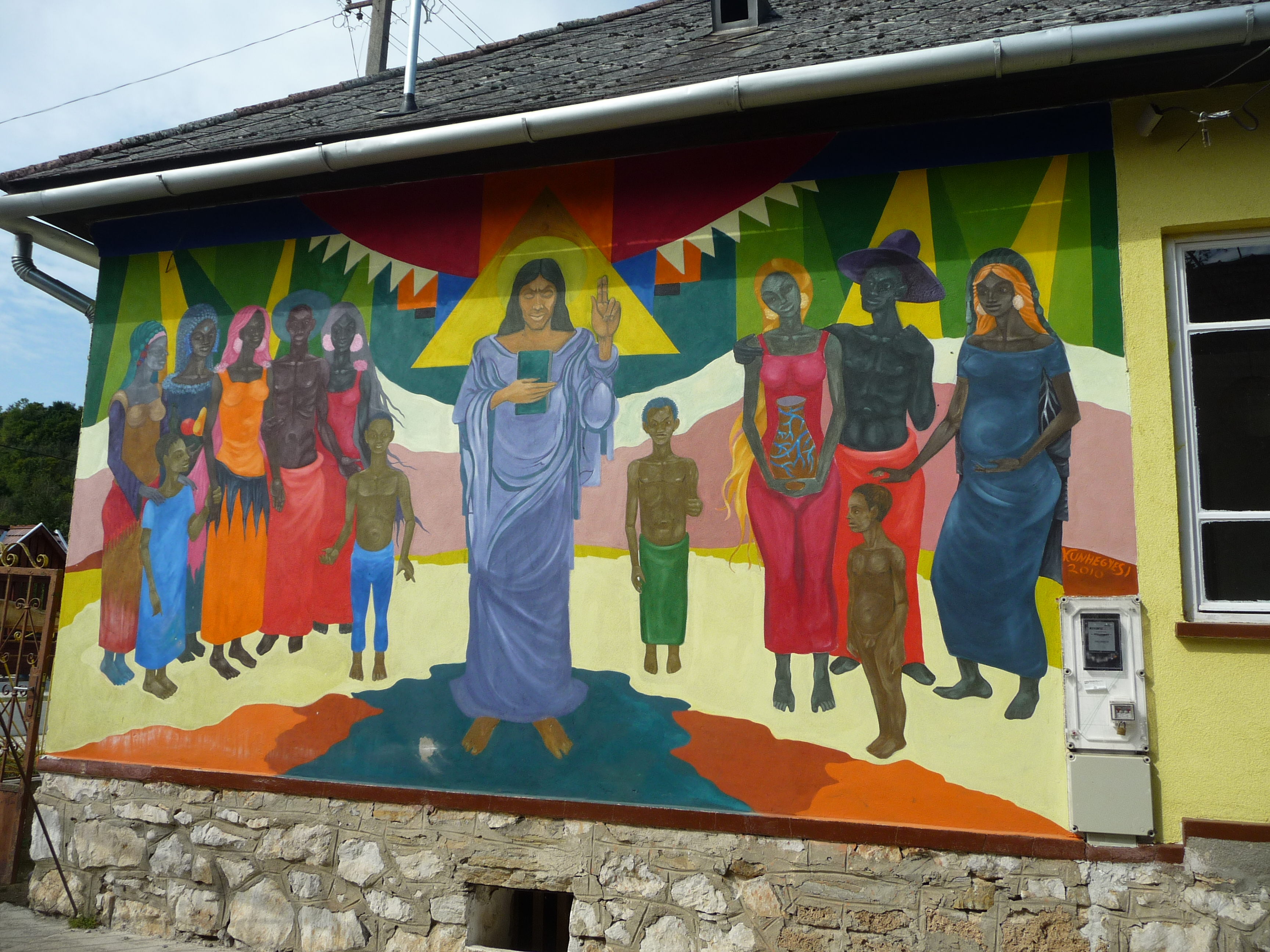
Wandgemälde A tanító von Ferenc Kunhegyesi

## Verkehr
Durch Bódvalenke verläuft die Landstraße Nr. 2629. Es bestehen Busverbindungen nach Komjáti, wo sich der nächstgelegene Bahnhof befindet sowie nach Bódvaszilas.